# Wilhelm Pressel (Schriftsteller)
Wilhelm Friedrich Martin Pressel (* 25. November 1818 in Tübingen; † 17. März 1902 in Stuttgart) war ein württembergischer evangelischer Pfarrer, der sich auch als Schriftsteller betätigte.

## Leben und Wirken
Wilhelm Pressel, ein Sohn des Tübinger Pfarrers und späteren Dekans Johann Gottfried Pressel (1789–1848), trat 1836 in das Evangelische Stift Tübingen ein und studierte Evangelische Theologie an der Eberhard Karls Universität Tübingen. Seine erste theologische Dienstprüfung legte er 1840 ab, die zweite Dienstprüfung 1844. Von 1841 bis 1847 war er als Vikar der Evangelischen Landeskirche in Württemberg in Linsenhofen, Urach, Tübingen (bei seinem Vater), Kilchberg und Wankheim tätig. Im Jahre 1847 übernahm er die Pfarrstelle in Wankheim bei Tübingen und wirkte dort als Prediger und Seelsorger der Gemeinde bis 1874, also insgesamt 27 Jahre. Seine letzte Pfarrstelle bis 1887 war in Lustnau und Bebenhausen (heute Stadtteile von Tübingen).
Von seinen drei Söhnen wurde Ernst Viktor Wilhelm Pressel (1863–1941) ebenfalls Pfarrer. Sein Enkel war der Pfarrer und Oberkirchenrat Wilhelm Pressel (1895–1986). 

## Veröffentlichungen
- Hexen und Hexenmeister. Oder: Vollständige und getreue Schilderung und Beurtheilung des Hexenwesens. Belser, Stuttgart 1860.
- Israel, seine gegenwärtige Lage und welthistorische Bedeutung. Osiander, Tübingen 1868.
- Vortrag bei der Eröffnung des Missions-Vereins der Studirenden in Tübingen am 23. November 1868. Osiander, Tübingen 1869.
- Commentar zu den Schriften der Propheten Haggai, Sacharja und Maleachi. Schloessmann, Gotha 1870.
- Priscilla an Sabina. Briefe einer Römerin an ihre Freundin aus den Jahren  29–33 n. Chr. Geb. Drei Bände. Agentur des Rauhen Hauses, Hamburg 1874–1876.
- (Hrsg.): Bausteine zur Geschichte des Gustav-Adolph-Vereins. Zwei Bände. Draeseke. Freienwalde a. O. 1877–1878.
- Der Gustav-Adolph Verein und das Volk Israel. Vortrag nebst Erl. über die Geschichte u. Statistik des Gustav-Adolph-Vereins.die heutige Lage und die Geschichte der israelitischen Diasporá. Die Judenmission und das Verhältniss von Judenthum und Christenthum. Fues, Tübingen 1879.
- Geschichte und Geographie der Urzeit von der Erschaffung der Welt bis auf Mose. Mit einer Karte des Orbis Mosaicum. Beck, Nördlingen 1883.
- Bebenhausen. Ein Kranz von Romanzen aus seiner ältesten Geschichte. Osiander, Tübingen 1885.
- Die Zerstreuung des Volkes Israel. Fünf Bände. Henninger, Heilbronn 1887–1889.
- Die Stimmen der Völker über die Urgeschichte nach den elf ersten Kapiteln der Heiligen Schrift und den entsprechenden Überlieferungen der Heidenwelt. Agentur des Rauhen Hauses, Hamburg 1890.
- Aus ernsten und heiteren Stunden. Gedichte. Ungeheuer & Ulmer, Ludwigsburg 1904.